# Historia del Albacete Balompié
La historia del Albacete Balompié se inicia como tal el 1 de junio de 1939, con la creación de la "Sociedad Deportiva Albacete Fútbol Asociación", tras la fusión del Club Deportivo Nacional y del Albacete Fútbol Club. Pasa a denominarse Balompié dos años después.

## Equipos antecesores

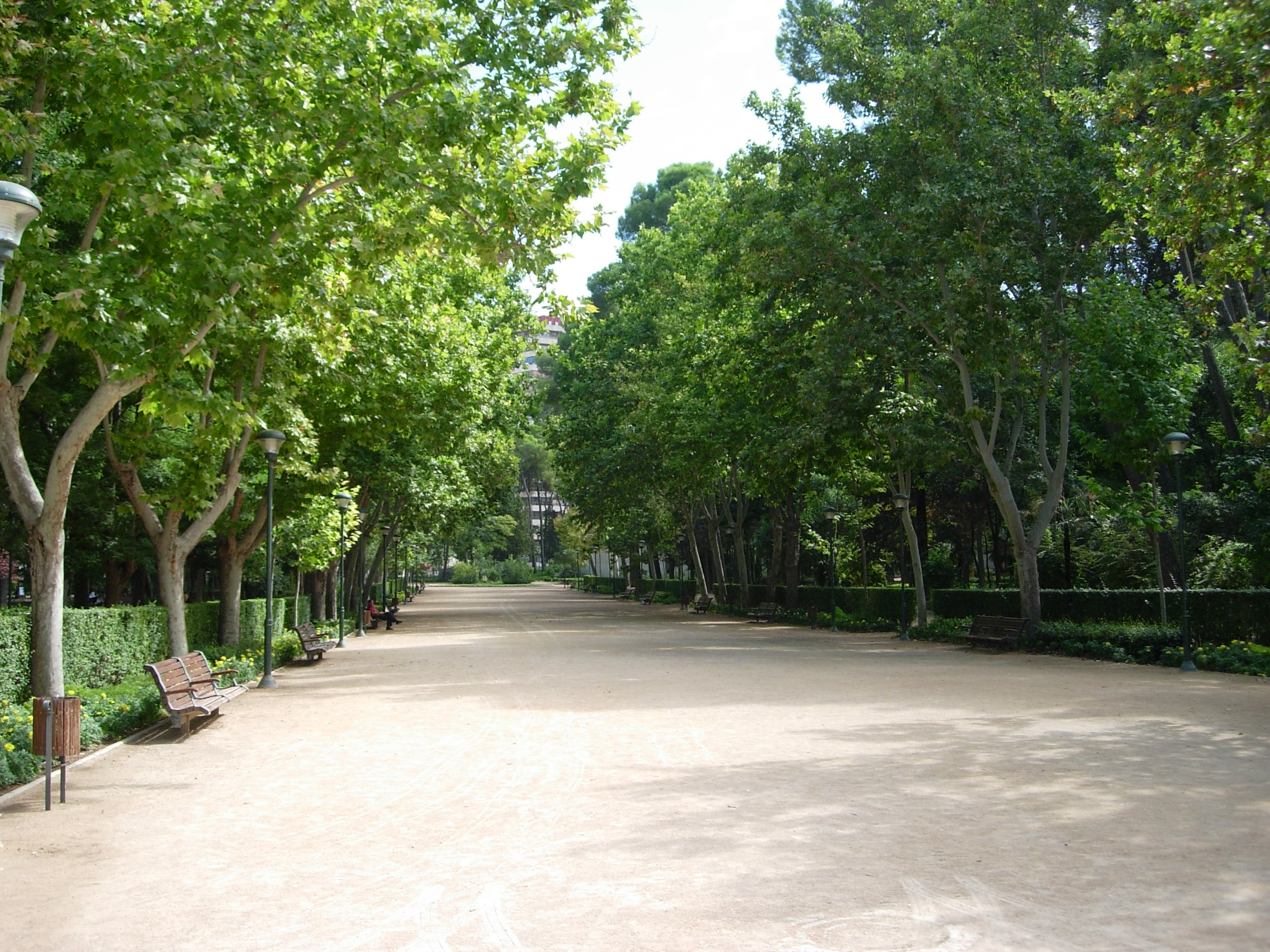
En 1936 los clubes de fútbol de Albacete se trasladan a un estadio situado en el Parque de los Mártires, actual Parque de Abelardo Sánchez.

Se tienen noticias de la fundación de dos clubs de forma contemporánea, La Normal y La Liga, dos entidades que comienzan a fomentar la práctica de este deporte en la ciudad a principios del siglo XX. A lo largo de 1917, y gracias a Franklin Albricias Goetz, profesor y pastor de la iglesia evangélica en la capital manchega, ambos equipos se fusionan en el primer club de fútbol en la ciudad, el Club Deportivo Albacete, que sería parte de la base de lo que luego fue el Albacete Balompié.
En el primer encuentro disputado, el Club Deportivo Albacete se enfrentó a El Provencio en la Plaza de Toros de la ciudad, recién inaugurada, al no existir en Albacete ninguna instalación expresamente destinada a la práctica del fútbol. Esta carencia de instalaciones para el equipo se vería suplida con la ubicación de un recinto para su práctica situado en el Paseo de la Cuba en 1923. Ante el éxito de la iniciativa, comenzaron a surgir otras formaciones deportivas, entre las que figuraban el Real Ritz, el Hispania, el Tauromaquia, el Siberia, el Chevalier, el Red Star, el Club Cinegético o el Athletic Manchego (entre otros), que originaron una serie de competiciones futbolísticas en los diferentes barrios de la ciudad de Albacete.
En 1920 se crearía otro equipo importante en la ciudad, el Club Deportivo Nacional, promovido por Antonio Tabernero y Rafael Cantos 'Camoto'. En 1924, y tras la fusión del Club Cinegético y del Club Deportivo Albacete, surge la Unión Deportiva Albacetense, equipo que vestirá íntegramente de negro con cuello y ribetes blancos. Este club pronto obtendrá el reconocimiento de los aficionados, y gracias a la diligencia de su directiva le será concedido el título de real, pasando a ser denominado como "Real Unión Deportiva de Albacete". Un año más tarde, en 1925, Tadeo Sempere Matarredonda funda el Albacete Fútbol Club, que pese a tener una corta historia, en la temporada 1929-30 logra disputar el Campeonato de Tercera División.
Todos ellos disputarán sus encuentros desde 1936 en el Parque de los Mártires (actual Parque de Abelardo Sánchez).

## La fundación del club
Una vez finalizada la Guerra Civil, tres equipos intentan retomar su actividad deportiva en la ciudad manchega: el "Club Deportivo Nacional", la "Unión Deportiva Albacetense" y el "Albacete Fútbol Club". Pero debido al crítico momento económico por el que pasaba el país en plena postguerra, el primero y el tercero no lograron su supervivencia y se fusionan dando lugar al "Albacete Fútbol Asociación".
La fundación se materializó el 1 de junio de 1939, con el nombre de "Sociedad Deportiva Albacete Fútbol Asociación". El nuevo equipo se decantará por un uniforme totalmente blanco, que reduciría los gastos económicos de la equipación (entre otros aspectos), y fijará la sede social del mismo en el Café Colón de la capital albaceteña, situado en la calle Concepción, y eligiendo como primer presidente a Antonio Lozano Matarredona (quien fuera cofundador de otros clubes en Albacete).
El club debuta jugando en la Primera Regional B Murciana, la temporada 1939-40, donde logra alzarse con la primera plaza y ascender. Al año siguiente juega en Primera Regional, y queda en tercera posición. Tras estas dos temporadas, y tras una serie de modificaciones legales impulsadas por el general José Moscardó como Delegado Nacional de Deportes, tendentes a "españolizar" el nombre de los equipos de fútbol en España, en 1941 el club pasa a denominarse Albacete Balompié hasta la actualidad.
El ascenso a la Tercera División se conseguirá en 1943, al ser invitado a participar en dicha categoría (por ampliación del número de equipos) como representante de la provincia de Albacete.

## De 1939 a 1960

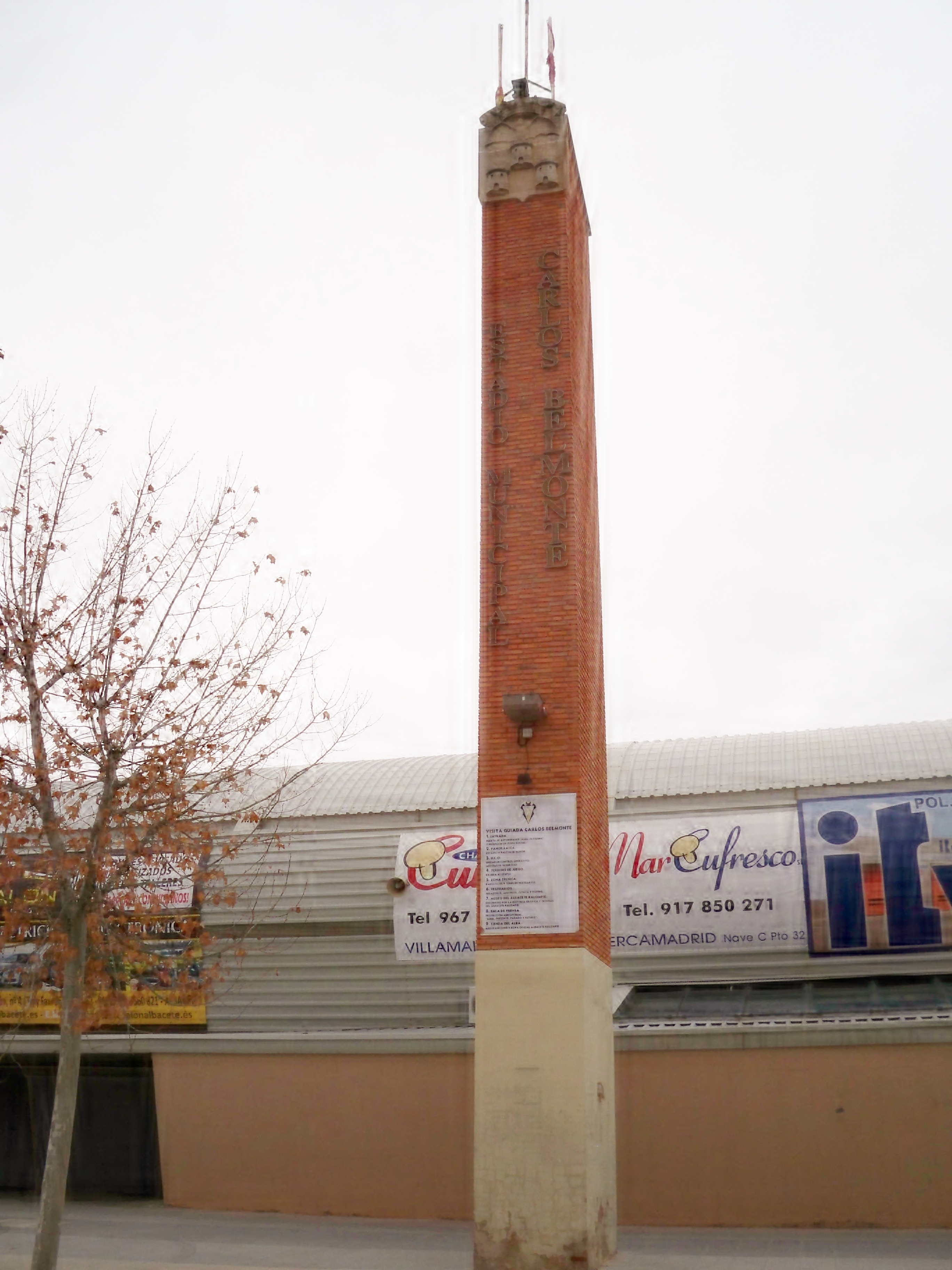
Monolito situado en las inmediaciones del Estadio Carlos Belmonte de Albacete

Durante la temporada 1942-43, se incrementa notablemente el número de aficionados, y el Albacete Balompié  se convierte en el equipo más goleador de la Primera División Regional, motivos que impulsarán la creación, en 1942, del Trofeo Ciudad de Albacete, en cuya primera edición se enfrentarán el Albacete Balompié contra la Selección de Fútbol de Murcia, logrando el triunfo para el club albaceteño.
Ante la precaria situación económica, Antonio Lozano abandona la presidencia del club el 10 de julio de 1943, accediendo a la misma Luís Bufort Climent (que dimitiría un año más tarde), el cual crea la figura del socio protector como medio de fomento del equipo y mejora de tesorería de la entidad. Ese mismo año se lograría el fichaje de José Vilanova "el Xiquet", una de las máximas figuras del Valencia C. F. durante esta época.
En la temporada 1948/49, se consigue el primer ascenso a la Segunda División, al conseguir el campeonato en la Tercera División, categoría que se mantendría en las siguientes edición. No obstante, la difícil situación económica por la que pasa el club pasará factura a la plantilla, que no reunirá la calidad necesaria para mantener la categoría, lo cual provocará el descenso nuevamente a la Tercera División. El episodio más dramático se vivirá en el verano de 1951 cuando debido a la mala situación financiera, el Albacete Balompié no puede disputar la temporada 1951/52, dejando a la ciudad de Albacete sin representante futbolístico en competición oficial.
Tras una serie de negociaciones intensas, la entidad deportiva manchega logra disputar la temporada 1952/1953 en la Tercera División, eligiendo como presidente a Antonio Soler Sánchez, aunque la plantilla se mantendrá en la mitad de la tabla hasta que en la Liga 1958/59, y tras la renovación de la misma, se logre el campeonato liguero, cuyo triunfo se vería empañado por los malos resultados cosechados en la fase de ascenso.

## De 1960 a 1980

### 1960 - 1970

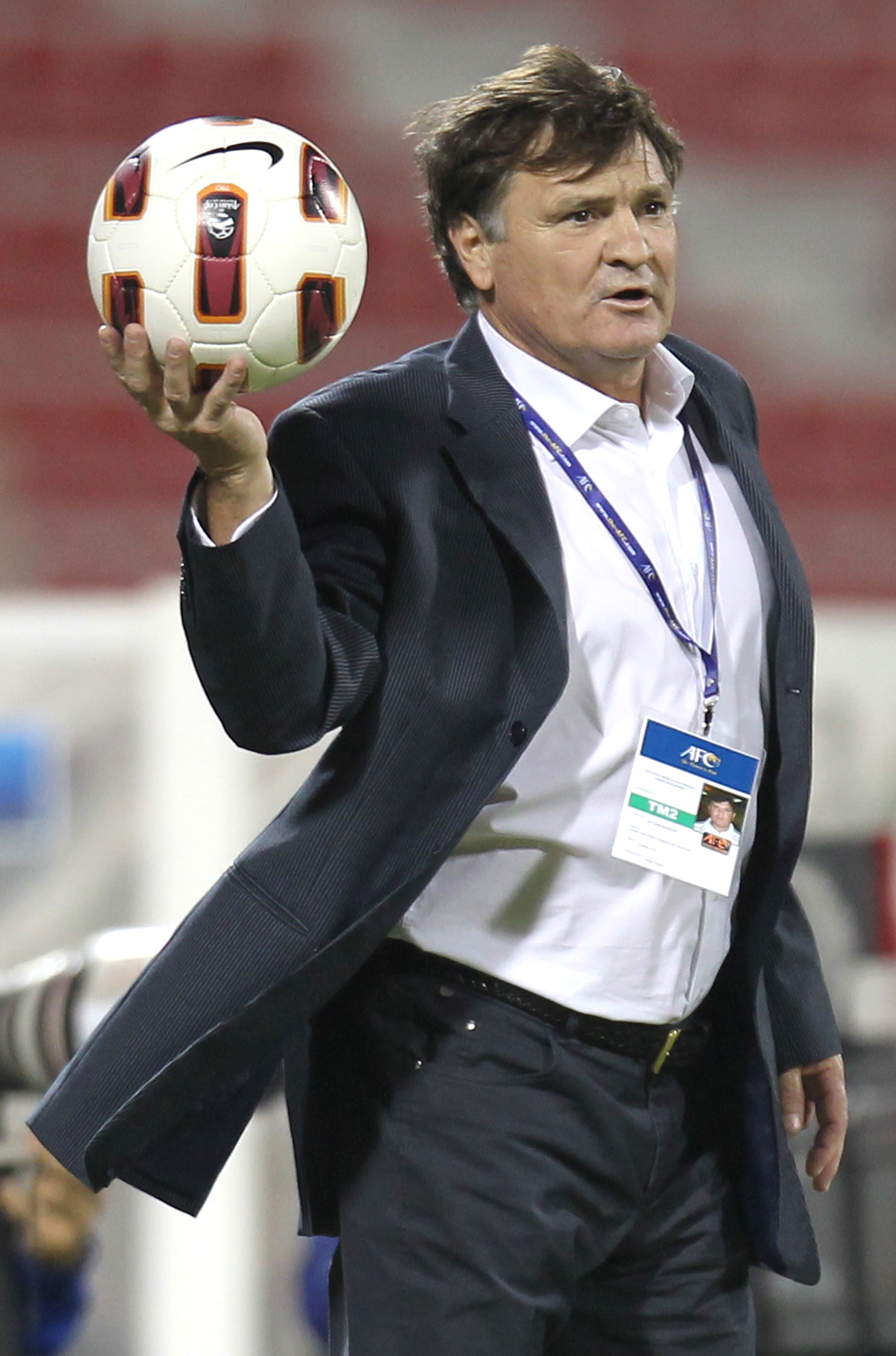
José Antonio Camacho militó en las categorías inferiores del Albacete Balompié, y jugó con el primer equipo entre 1971 y 1973.

En 1959, y ante las precarias instalaciones con las que contaba el equipo, el alcalde de la ciudad de Albacete Carlos Belmonte (1917-1979), arquitecto de profesión, diseña de forma desinteresada un proyecto sobre la construcción de un estadio de fútbol en la capital, proyecto que salió adelante y que fue financiado mediante la emisión de mil abonos para diez temporadas al precio de 5.000 pesetas cada uno, lográndose vender cerca de 700, lo que supusieron el ingreso de 3.500.000 pesetas a los que hubo que añadir un crédito de 7.500.000 pesetas concedido por la Delegación Nacional de Deportes para poder sufragar dicha construcción. A dicho proyecto se le añadiría la construcción de pistas de atletismo en torno al campo de fútbol, completando unas instalaciones deportivas completas y funcionales para la práctica del deporte en la ciudad. El recinto deportivo fue ubicado en las afueras de la ciudad, y contaba con 9.230 localidades (4.230 con asiento y 5.000 de pie).
El estadio (denominado Estadio Carlos Belmonte en honor a su precursor) se inauguró el 9 de septiembre de 1960, en plena Feria de Albacete, con un partido amistoso ante el Sevilla F. C., aunque la inauguración de las instalaciones va paralela al ascenso a Segunda División por parte del club, logro que se obtendría al proclamarse campeón de su grupo en Tercera División.
El desarrollo de la temporada 1961/62 es bastante irregular en Segunda División, al terminar decimotercero, y tras la disputa de las eliminatorias, el club desciende nuevamente a la Tercera División. El resto de la década será todo un calvario para el equipo que no logrará ascender de categoría, pese a disputar la fase de ascenso en la temporada 1963/64, en la de 1964/65, y en la de 1966/1967.
Será en la temporada de 1969/70 cuando los malos resultados deportivos avoquen al equipo a la División Regional tras las modificaciones deportivas que establecería la RFEF.

### 1970 - 1980
La década de los setenta será nefasta para la entidad manchega, que militará en las categorías regionales en dos periodos de la década, aunque contará entre sus filas con grandes jugadores de la talla de José Antonio Camacho o Julián Rubio, que se formaron en el club. En la campaña 1974/75 logrará proclamarse campeón de su grupo y ascender nuevamente a la Tercera División, categoría que perdería en la temporada 1975/76.
Tras fase regular en la que se cosecharon importantes victorias, en la temporada 1976/77, el Albacete Balompié lograría el ascenso a la Tercera División, categoría que mantendrá hasta la temporada 1981/82.

## 1980 - 1990
En la campaña 1980/81, el Albacete Balompié logra hacerse con la tercera plaza de su grupo al finalizar la fase regular, aunque en la promoción de ascenso no consigue hacerse con la victoria. Será en la temporada 1981/82 cuando se consiga el ansiado ascenso tras ser campeón de su grupo en Tercera División y ganar en los dos encuentros de la fase de ascenso a Segunda División B, categoría recién creada en esa temporada.
Tras cosechar unos excelentes resultados en las temporadas siguientes, será en la campaña 1984/1985 cuando, de la mano de Julián Rubio, entrenador de la tierra, cuando se consiga el subcampeonato de la categoría y el triunfo como campeón en la Copa de la Liga de Segunda División B de España dentro del Grupo II (triunfo que también consiguió en la temporada anterior).
Tras estos importantes logros, en la temporada 1985/86 solo se consigue el decimoséptimo puesto, lo cual implica un nuevo descenso a la Segunda División B, categoría que se mantendrá hasta que en la temporada 1989/1990 se consiga el ascenso a la Segunda División de la mano de Benito Floro como entrenador.

## El ascenso a Primera (1991-1996)

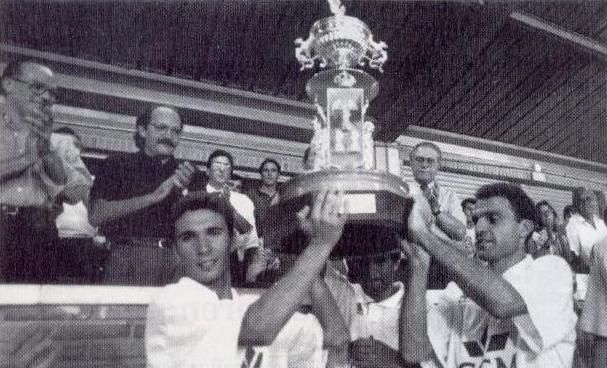
Victoria del Albacete Balompié en el trofeo de la ciudad en 1994.

Tras el éxito cosechado, el entrenador asturiano Benito Floro dirigirá una plantilla mítica en la historia del club, que de la mano de Catali, Zalazar o Coco (entre otros) lograrán el ascenso a la Primera División en la temporada 1990/91, una categoría nunca alcanzada con anterioridad.
En la siguiente temporada, la Liga 1991/1992, la entidad se transforma en sociedad anónima deportiva, en virtud de un Real Decreto aprobado por el Gobierno español, y se cosechará uno de los mejores resultados deportivos en la historia del club, al ser la revelación de la temporada y lograr una excelente séptima posición, que le valdrá el apelativo del "Queso Mecánico". Varios jugadores como Zalazar o Delfí Geli serán reconocidos por los medios de comunicación con sendos premios al finalizar la temporada. Además, importantes jugadores como Ismael Urzaiz o Julio Soler militaron en el equipo durante la competición.
Será la siguiente temporada, la Liga 1992/93, cuando el Albacete Balompié entre en crisis y descienda hasta el decimoséptimo puesto de la clasificación, debiendo de defender su plaza en la Primera División frente al R. C. D. Mallorca, club al que vencerá por 1-3 en el encuentro de la ida, y 2-1 en el encuentro disputado en el Estadio Carlos Belmonte. En la Liga 1993/94 el Albacete logra conseguir la decimotercera plaza al cosechar 35 puntos, y mantenerse en la máxima categoría del fútbol español. Pero nuevamente en la siguiente temporada, la 1994/95, el equipo no logra pasar de la decimoséptima plaza de la Liga y debe disputar la promoción por la permanencia ante la U.D. Salamanca. En el partido de ida venció el Albacete Balompié, pero en la vuelta el club salmantino cosechó una victoria importante por 0-5. Es en esta temporada cuando el Albacete logra disputar las semifinales de la Copa del Rey contra el Valencia C. F. que se saldaron con la victoria del equipo levantino in extremis (1-1 y 2-1).
Tras la mala clasificación, la derrota en la promoción por la permanencia y cuando el club se preparaba irremediablemente para el descenso, los impagos del Sevilla F. C. y del R.C. Celta de Vigo, hacen que tanto el Albacete Balompié como el Real Valladolid ocupen sus plazas respectivamente en la máxima categoría. Tras la polémica suscitada, la RFEF indultará a los clubes amonestados, lo que comportará la primera edición de la Liga con 22 equipos en la temporada 1995/96. A pesar de ello, el Albacete Balompié no aprovecha la oportunidad y termina la temporada como vigésimo clasificado, disputando y perdiendo la promoción por la permanencia ante el C.F. Extremadura (1-0 en el partido de ida y 0-1 en el Carlos Belmonte).

## En Segunda División (1996 - 2003)
Tras el descenso a Segunda División, en la temporada 1996/97 el equipo logra la cuarta plaza de la clasificación, la más alta de lo que resta de década de los noventa. En la temporada 1997/98 se logrará la decimocuarta plaza, en la temporada 1998/1999 la decimoquinta plaza, y en la 1999/2000 la décima plaza de la clasificación en la Segunda División.
Nuevamente en la temporada 2001/02 de la división de plata, la entidad manchega se mantendrá en la parte media de la clasificación (décima posición), pero en la siguiente temporada, la 2002/03, el Albacete logra hacerse con la tercera plaza de la Liga y consigue automáticamente el ascenso a la Primera División de la mano del técnico valenciano César Ferrando. En la plantilla militaban con jugadores como Jesús Perera (que ese año sería el máximo goleador de la categoría), Ludovic Delporte, Laurent Viaud o Carlos Roa en la portería.

## Regreso a Primera (2003 - 2005)

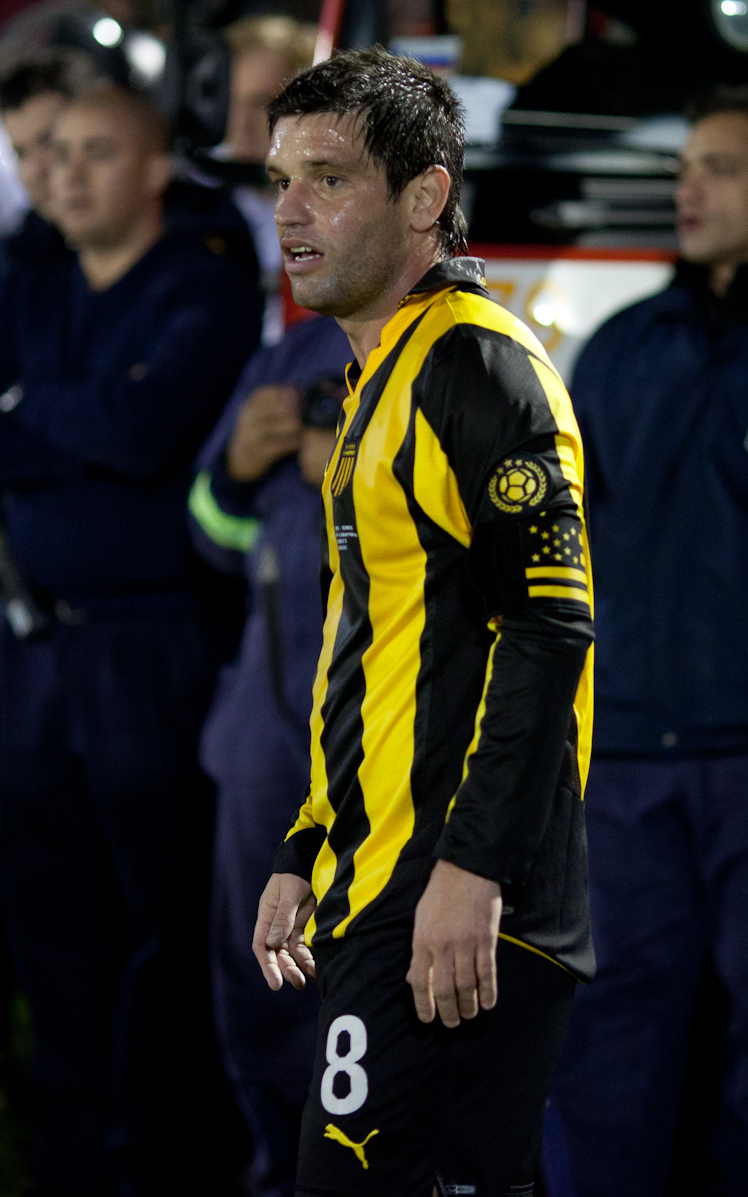
El uruguayo Antonio Pacheco fue fundamental durante la última estancia del Albacete en Primera División.

En la temporada 2003/04 el Albacete Balompié milita nuevamente en la Liga de Primera División, contando como entrenador al técnico César Ferrando. El "Alba" logra finalizar la competición decimocuarto con 47 puntos, manteniendo la categoría y logrando una media de 15.456 espectadores en las instalaciones del club. Entre los jugadores de la plantilla que consiguen este puesto destacan, además de los que cosecharon el ascenso, Manuel Almunia, el albaceteño Pablo Ibáñez, Carlos Aranda, Gustavo Siviero o Antonio Pacheco, una plantilla conformada por 29 jugadores de cuatro nacionalidades diferentes.
Será en la siguiente temporada, la 2004/05, cuando el equipo solo consiga sumar 28 puntos, insuficientes para mantener la categoría, y que abocarán al club a regresar a la Segunda División. En esta temporada el equipo contaba con una plantilla formada por jugadores de siete nacionalidades distintas, entre los que destacan Santi Denia, Valbuena, Paco Peña o Jaime Sánchez Fernández, junto con algunos de los destacados que disputaron la temporada anterior.

## 2005 - actualidad

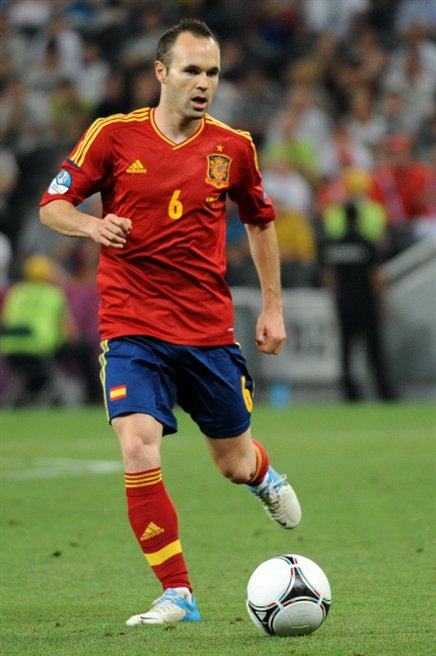
Andrés Iniesta, canterano del Albacete Balompié, y jugador del F.C. Barcelona, ayudó económicamente al club en los momentos más delicados entre 2011 y 2013.

### Segunda División (2005-2010)
En la campaña 2005/06, ya en la Segunda División, el Albacete Balompié termina en la decimotercera plaza con 54 puntos, alejado de los puestos de cabeza de la clasificación. Será en la siguiente temporada, la 2006/07, cuando el club logre la sexta plaza, con 60 puntos, aunque sería insuficiente para luchar por los puestos de ascenso.
Desde entonces, la plantilla no logra remontar al equipo, y cosechará una media de 50 puntos en las siguientes tres temporadas que le mantendrán en la categoría de plaza, pero sin grandes altibajos clasificatorios. Así pues, en la temporada 2007/08 volverá a situarse en mitad de la tabla, decimosegundo con 52 puntos, un punto más de los que cosecharía en la campaña 2008/09, en la que terminaría decimoquinto.
En la temporada 2009/10 el equipo logra la permanencia en el último encuentro, aunque su jugador Christian Stuani lograra el segundo puesto en la clasificación de goleadores con 22 tantos, los tres cambios en el banquillo local marcarán la temporada y la crisis deportiva (fueron entrenadores del Albacete Balompié: José Murcia, Julián Rubio y David Vidal).
Será en la siguiente campaña, la 2010/11 cuando los malos resultados (solo se consiguieron 32 puntos) lleven al club al descenso y por tanto a la Segunda División "B", en la que nuevamente serán tres los entrenadores a lo largo de la competición (Antonio Calderón, David Vidal y Mario Simón). No obstante, en esta temporada varios de los jugadores del club mantenían un estado de forma excelente como Keylor Navas, que llegó al equipo procedente de Costa Rica que despertaron el interés de otros clubes.

### Segunda División "B" 2011/2012 - 2013/2014
Tras el descenso de categoría, el Albacete Balompié se encuadrará en el Grupo I durante la temporada 2011/12, en la que logrará el cuarto puesto, disputando la promoción de ascenso a Segunda División, aunque tras solventar la primera fase, caerá en los penaltis ante el Cádiz C. F.. En diciembre de 2011 Andrés Iniesta, jugador del Fútbol Club Barcelona, que militó en las categorías inferiores del Albacete Balompié, se convirtió en el máximo accionista del club tras adquirir 7.000 acciones, operación valorada en 420.000 euros. Este hecho se suma al que protagonizó a principios de la temporada, cuando firmó un acuerdo de patrocinio con el club, mediante el cual el equipo luciría en las equipaciones la publicidad de la empresa vinícola que el jugador posee en su localidad natal Fuentealbilla (en la provincia de Albacete, llamada Bodegas Iniesta. En la Copa del Rey de dicha temporada dio una de las grandes sorpresas, llegando a los octavos de final tras eliminar al Atlético de Madrid, después de vencer 2-1 en casa y dar la campanada ganando 0-1 en el Vicente Calderón. Posteriormente caería eliminado en cuartos de final contra el Athletic de Bilbao.
El 2 de julio de 2012 el, hasta entonces, Presidente Rafael Candel Jiménez dimite de su cargo por problemas de salud graves siendo su sucesor el que había sido hasta entonces Vicepresidente de la entidad, Aurelio Milla Monteagudo.
En la campaña 2012/13, el club será encuadrado en el Grupo IV, y logrará la tercera plaza del grupo, lo cual le permitirá acceder a la promoción a Segunda División. En esta ocasión, en la promoción de ascenso a Segunda División, el Albacete no logrará pasar de la primera fase, al ser eliminado por el Real Oviedo por la diferencia de goles. Nuevamente en junio de 2013 Andrés Iniesta evita el descenso de categoría del club al adelantar los 240.000 euros que el club adeudaba a los jugadores. En marzo de 2013, Aurelio Milla dimite como presidente, por razones personales relacionadas con sus empresas, y asume el cargo de Presidente de la entidad el hasta entonces vicepresidente, Agustín Lázaro, quien sería el encargado de negociar y gestionar la precaria situación del club.
En julio de 2013 Agustín Lázaro dimitía de forma irrevocable como presidente de la entidad manchega junto al vicepresidente y a uno de los consejeros, dejando al equipo en manos del director general, Matías Martínez, hasta la celebración de la junta de accionistas que se celebraría en septiembre.
Será en esa asamblea de accionistas cuando salga elegido con el 86% de los votos, Joaquín Echevarría, aunque finalmente no asumiría el cargo, dejando al Consejo de Administración la decisión de convocar una Junta Extraordinaria de Accionistas para el mes siguiente. Durante este periodo, asumiría el cargo de presidente Vicente Ferrer de la Rosa, quien ha estado al servicio del club más de 37 años.
Será en octubre de 2013 cuando tras la celebración de la junta extraordinaria de accionistas, José Miguel Garrido Cristo sea elegido presidente de la entidad blanca, con el 83,73% de los votos, manteniéndose en la actualidad en el cargo.
En la temporada 2013/14, el equipo se encontraba encuadrado en el Grupo IV, junto a otros equipos de Castilla-La Mancha como el Club Deportivo Guadalajara, o el albaceteño La Roda C.F.. Tras cosechar 82 puntos e igualar el récord de la categoría, el Albacete Balompié de Luis César Sampedro se convirtió en campeón de dicho grupo, tres por encima de su inmediato rival La Hoya de Lorca, uno de los equipos revelación de la categoría.

Finalmente y tras el sorteo entre los campeones de grupo para celebrar los playoff por el ascenso a Segunda División, el club manchego fue emparejado con el equipo vasco del Sestao River. En una eliminatoria a doble partido, el "Alba" logró un importante 3 a 3 en casa del Sestao en un partido complicado y difícil, y en la vuelta y con un Estadio Carlos Belmonte lleno se consiguió un empate a dos (tras ir perdiendo el Albacete 0-2) que permitió al Albacete Balompié el ascenso de categoría.
El día 26 de mayo cerca de cuarenta mil aficionados se concentraron en torno al centro de la ciudad para festejar el ascenso de categoría junto a los jugadores.

## Vuelta a la Segunda División
El Albacete Balompié militará en la temporada 2014/2015 en la Segunda División del fútbol español.